# Petrache Poenaru
Petrache Poenaru (Benești, 10 gennaio 1799 – Bucarest, 2 ottobre 1875) è stato un pedagogo, inventore, ingegnere e matematico romeno, membro dell'Accademia Romena.

## Gli studi di Poenaru
Petrache Poenaru, miracolosamente scampato alla morte, va, dopo le richieste di Tudor Vladimirescu, a studiare a Vienna, e in seguito a Parigi, dove studia filologia e politecnica, laureandosi, successivamente alla Scuola Politecnica di Parigi.

## Le invenzioni
Durante gli studi brevetta la prima penna stilografica al mondo, prima a Vienna, poi a Parigi (brevetto 3208, del 25 maggio 1827), con il titolo Condeiul portăreț fără sfârșit, alimentându-se însuși cu cerneală (penna portatile senza fine, che si ricarica da sola con inchiostro).

## Il primo romeno a viaggiare con il treno
Il 15 settembre 1830, viene inaugurata in Inghilterra la prima ferrovia del mondo, che collegherà Liverpool con Manchester. Il 27 ottobre 1831 il giovane Petrache Poenaru, diceva in particolare: „Am facut aceasta călătorie cu un nou mijloc de transport, care este una din minunile industriei secolului... douăzeci de trăsuri legate unele cu altele, încarcate cu 240 de persoane, sunt trase deodată de o singură mașină cu aburi...” ("Ho fatto questo viaggio con un nuovo mezzo di trasporto, che è uno tra i miracoli dell'industria del secolo... venti carrozzelle legate le une alle altre, caricate con 240 persone, sono tirate simultaneamente da una sola macchina a vapore...")

## I contributi portati nell'insegnamento romeno
È stato uno fra gli organizzatori dell'insegnamento nazionale romeno, fondatore del Collegio Nazionale Carol I di Craiova. In gioventù è stato il segretario personale di Tudor Vladimirescu e ulteriormente, ritornando in patria dopo i viaggi e gli studi tecnici, si è impegnato nei settori dell'umanità riguardanti l'insegnamento, l'amministrazione e l'innovazione. Tra il 1834 - 1836 ha insistito nell'introduzione del Sistema Metrico Decimale in Muntenia. Insieme ad altre persone specializzate ha dato il suo contributo nella fondazione nel 1835 a Pantelimon alla Scuola d'Agricoltura. In qualità di membro dell'Euforia delle Scuole Nazionali nel 1850 diventa co-fondatore della Scuola di Ponti e Strade (l'attuale Università di costruzioni di Bucarest).
Nel 1870, verso gli ultimi anni di vita, venne scelto come membro nell'Accademia Romena, sostenne che i 5 mesi di viaggio gli cambiarono completamente il destino e manterrà per tutta la vita quei maestosi momenti nel cuore.

## Il primo giornale romeno
Il foglio di propaganda dell'esercito di Tudor Vladimirescu, nata dalla sua iniziativa, contraddistinse non solo il primo giornale romeno di propaganda, così come glielo mostra anche il nome, ma anche uno dei primi esempi della storia della stampa scritti in Romania di presentazione corretta degli ideali rivoluzionari di Tudor.

## Rivoluzionario nel 1848
Petrache Poenaru partecipò alla Rivoluzione del 1848 e fece parte della Comisia pentru liberarea robilor (Commissione per la liberazione degli schiavi). P. Poenaru firmò sul primo comunicato della commissione, del 12 luglio 1848, insieme a Iosafat Snagoveanul e Cezar Bolliac (documento originale del Museo Nazionale della Storia della Romania). Dal 1856 fu il venerabile di una loggia massonica di Bucarest. Divenne uno stretto amico del regnante Alexandru Ioan Cuza. Tra i discendenti nati possiamo ricordarci la scrittrice Alice Voinescu (1885 – 1961) nata a Turnu Severin.

## Galerie imagini

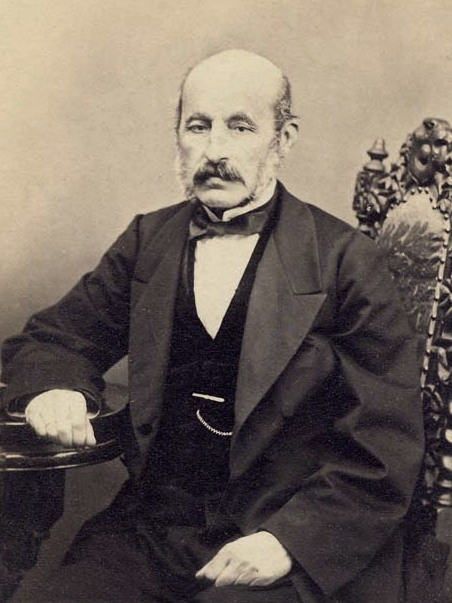
Carol Szathmari - Ritratto di Petrache Ponearu
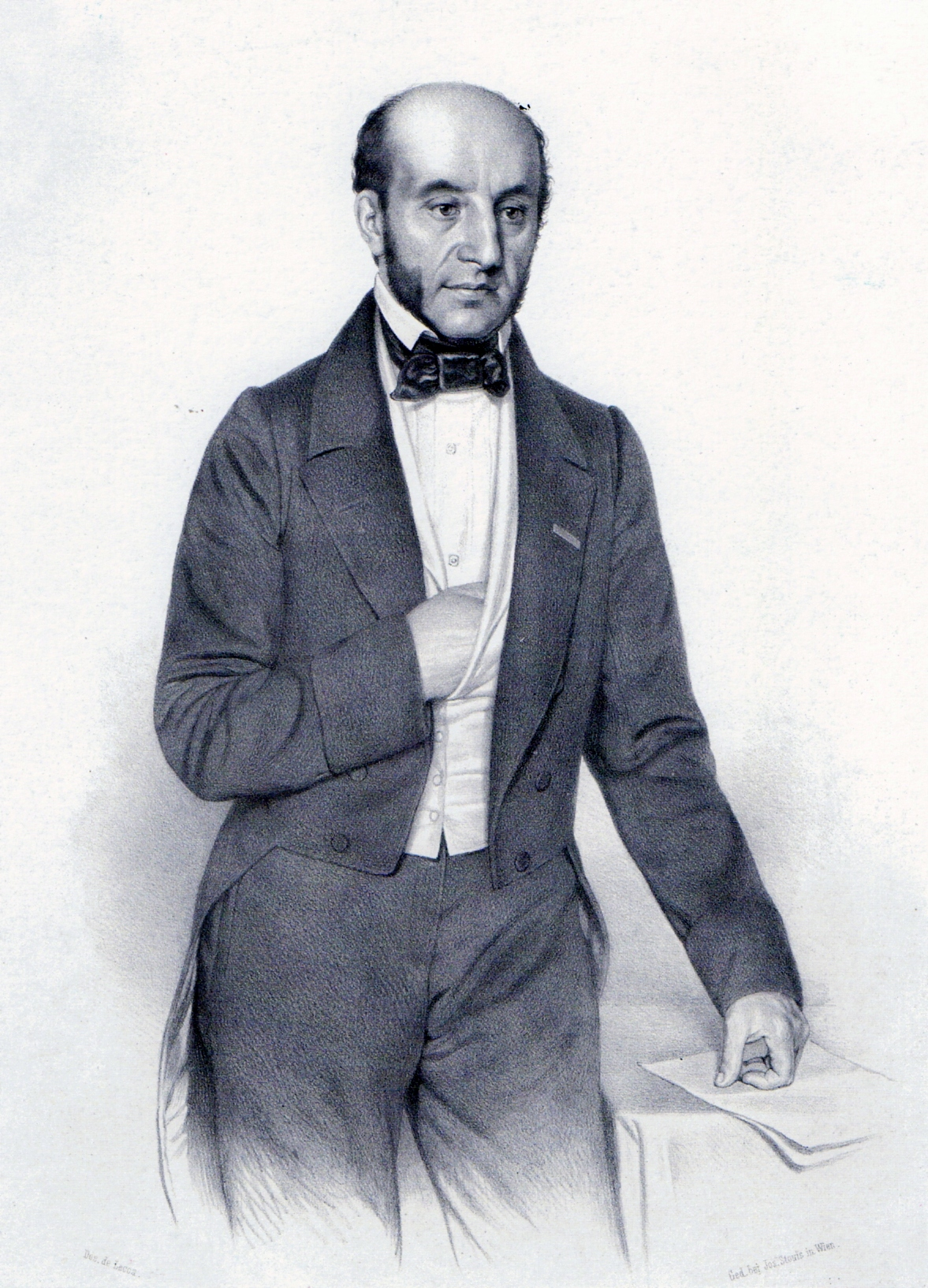
Petrache Poenaru - Ritratto di Constantin Lecca